# De tio kungarnas slag
De tio kungarnas slag är en strid som beskrivs i Rigvedan vilket är en fornindisk hymnsamling och den äldsta av Vedorna. Slaget skall ha ägt rum i mitten av den Vediska perioden (1500-500 f.Kr.,) vid Ravifloden i Punjabregionen. Slaget stod mellan de Vedisk-ariska kungadömena som allierat sig med andra stammar i nordvästra Indien och Trtshu-Bharata stammen under kung Sudas som besegrade dem. Det är möjligt att de tio kungarnas slag har legat till grunden för dikten Kurukshetrakriget som dock utfyllts och förstorats.
De enda källor som finns kvar om slaget är Rigvedan. Den tyske orientalisten K. F. Geldner menade dock 1951 att hymnen "Uppenbart baserats på en historisk händelse". Dock är delar helt klart påhittade, så som att stammarnas förluster var 6666 döda och att Panis (en typ av demon) deltog i striden.

## Stridande
Stammarna i Rigverdan beskrivs ha en liknande kultur. De skall samtliga ha varit halvnomadiska folkslag som levde i krigarsamhällen som låg i konstant krigföring och utförde boskapsräder både inom stammen och mot yttre fiender. När de inte vandrade slog de sig ned i tillfälliga bosättningar bestående av flera småbyar av flera familjer styrda av en hövding stödd av en krigarklass och ett prästerskap. 
Trtsu-stammen: Trtsu-stammen leddes av kung Sudas och verkar ha varit del av den större Bharatastammen. De besegrade Purus-koalitionen och dess allierade i slaget.
Bharata: Bharatastammen skall ha levt i området kring Ravifloden. Sudas var en av deras stamhövdingar. Utöver honom skall även hövdingen Vashishta ha deltagit i slaget. Sudas seger över Puru innebar att Bharatastammen kunde bosätta sig i Kurukshetra. Bharatastamen beskrivs senare i Rigvedan som fiender till Sudas.
Alina: Har föreslagits komma från området nordöst om dagens Nuristan i Afghanistan då den kinesiske pilgrimen Xuanzang på 600-talet nämner deras land.
Anu: En större självständig stam som sannolikt levde i området för Ravifloden.
Bhrigus: En prästfamilj som påstås ha härstammat från Bhrigu. De skulle senare komma att skriva delar av Atharva Vedan.
Bhalanas: En stam som tros ha levt i området kring Bolanpasset i nuvarande Pakistan.
Druhyus: Tros ha kommit från Gandhara i området kring nuvarande Rawalpindi i Pakistan. De skall ha varit en mäktig stam som ofta nämns vid sidan om Anu-stammen. De tros ha levt norr om den stammen.
Matsya: Omnämns endast kort innan de senare i Rigvedan sammankopplas med Śālvastammen. De kom sannolikt senare att grunda kungadömet Matsya.
Parsu: Tros ha varit benämningen för antika perser.
Purus: En större koalition av olika Rigvediska stammar. De tillhörde samma folkslag som Trtsu-Bharata och skapade alliansen mot dessa.
Panis: Benämningen på en typ av demoner i Rigverdan, kan möjligen ha varit forna skyter.